# Дагар, Шарль
Шарль Дагар, д’Агар (фр. Charles d'Agar; 1669, Париж, Королевство Франция — май 1723, Лондон, Королевство Великобритания) — французский и английский живописец-портретист, второстепенная фигура среди лондонских художников времён позднего барокко, причисляемый к кругу Готфрида Кнеллера; сын Жака д’Агара.

## Биография
Отцом Шарля д’Агара был Жак (Якоб) д’Агар (1642–1715) — гугенот по вероисповеданию, портретист, ученик Якоба Фердинанда Фута, ставший в 1675 году академиком Королевской Академии живописи и скульптуры в Париже. Примерно в 1669 году Жак д’Агар женился первым браком на Мари Пикар (ум. 1673) — католичке, дочери (по другой версии — сестре) натюрмортиста Жана-Мишеля Пикара; Шарль, — единственный выживший ребенок в этом браке, — родился вскоре после женитьбы, примерно в этом же году. В свете усилившегося давления на гугенотов д’Агар-старший вместе с семьёй покинул Францию, вслед за чем был лишён академического звания в январе 1682 года. К октябрю 1681 года д’Агары поселились в Лондоне, где они получили патенты о денизации; позднее они переселились в 1684 году в Копенгаген, где д’Агар-старший работал до конца жизни, став придворным живописцем королей Дании Кристиана V и Фредерика IV.
Согласно архивным данным, Шарль д’Агар учился живописи в Лондоне у художника-декоратора и меццотинтиста Роберта Робинсона; позднее он оставался с отцом в Копенгагене в 1686 и 1689 годах, прежде чем вернуться в Лондон в 1691 году. По возвращении в Лондон д’Агар начал набирать репутацию видного портретиста, вхожего в круги партии тори; известно письмо члена Палаты лордов от тори сэра Джустиниана Айшема, 4-го баронета своему сыну от 25 июня 1711 года, в котором он рекомендовал д’Агара как способного портретиста наряду с более знаменитым современником — шведом Михаэлем Далем. Поскольку он зачастую их не подписывал, многие портреты д’Агара традиционно приписывались его более знаменитому современнику Годфри Кнеллеру

## Галерея

Избранные работы
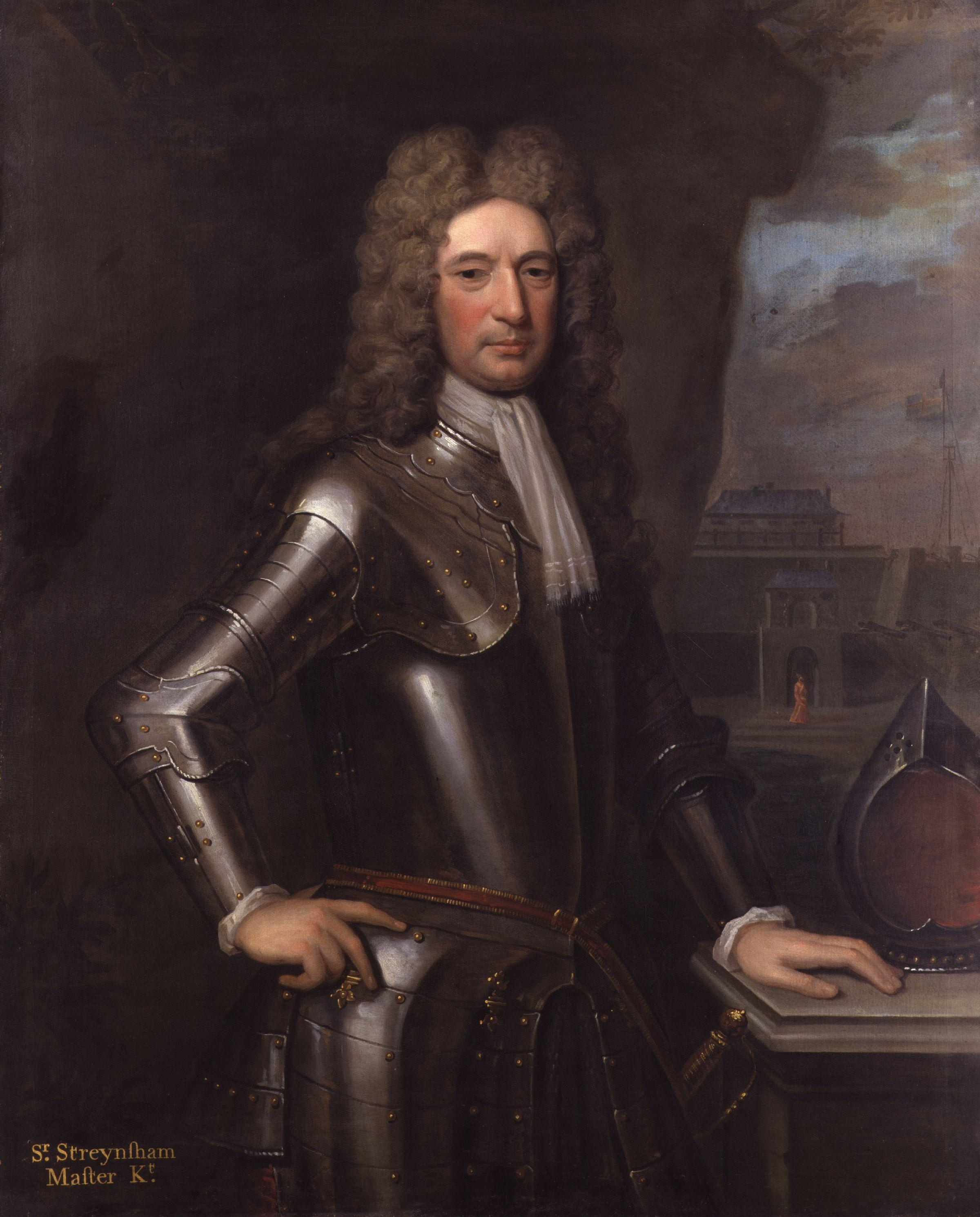
Сэр Стрейншем Мастер[англ.]. Около 1714[Илл. 1]
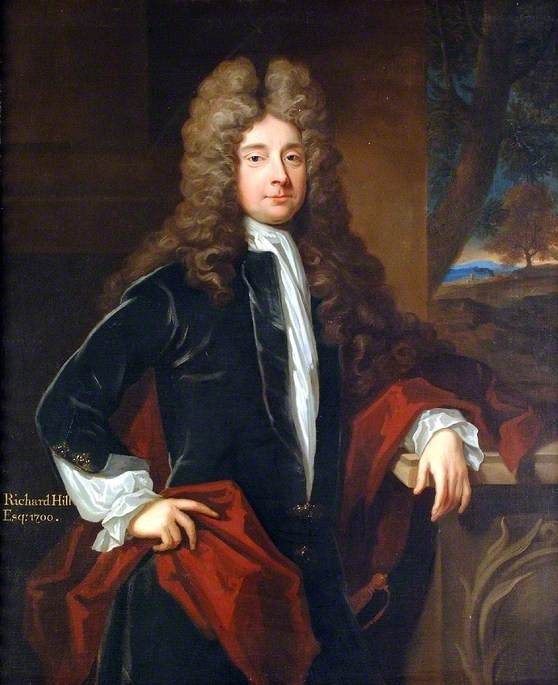
Ричард Хилл из Хоукстона[англ.]. 1700[Илл. 2]
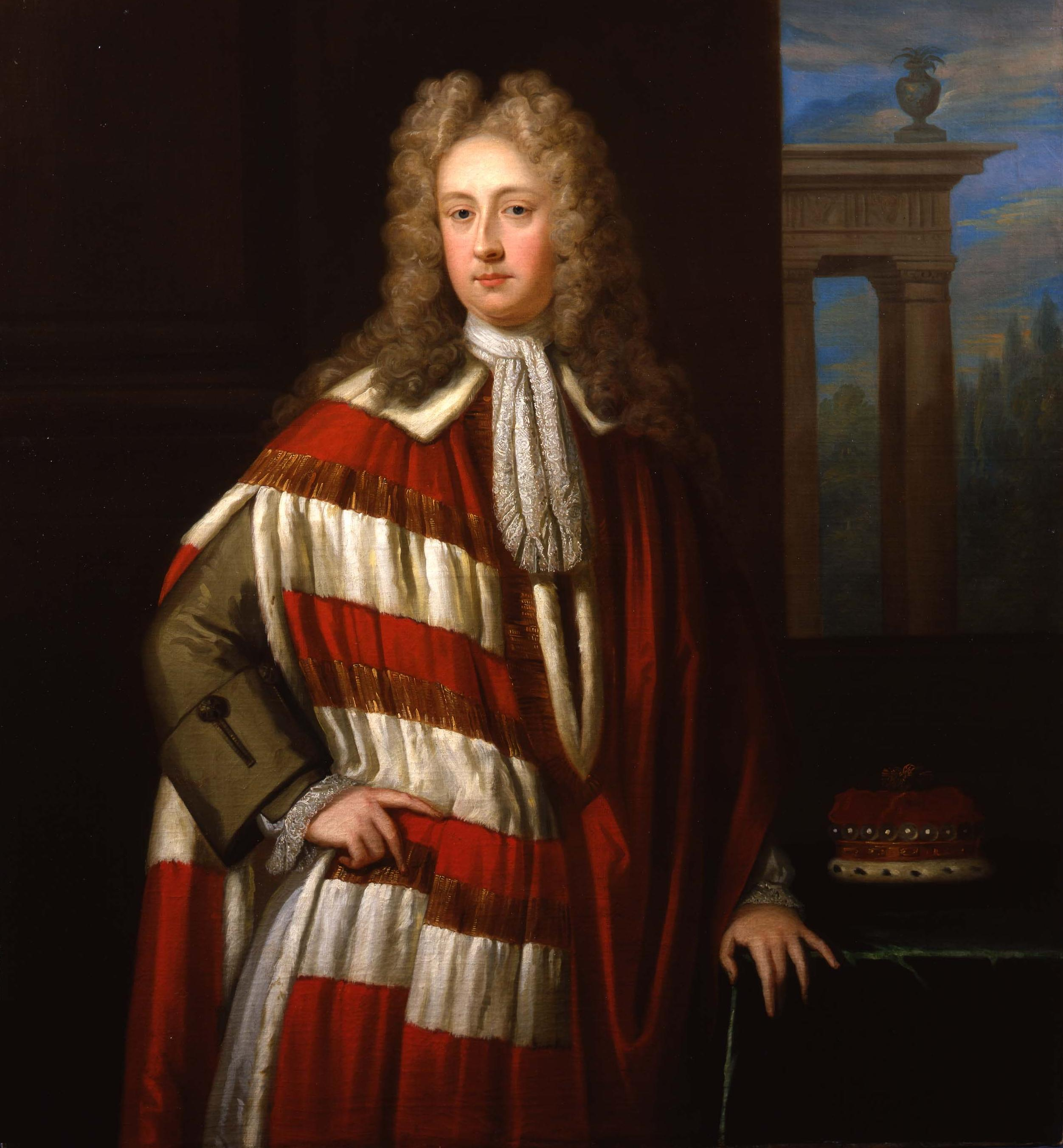
Генри Сент-Джон, 1-й виконт Болингброк. Около 1710[Илл. 3]
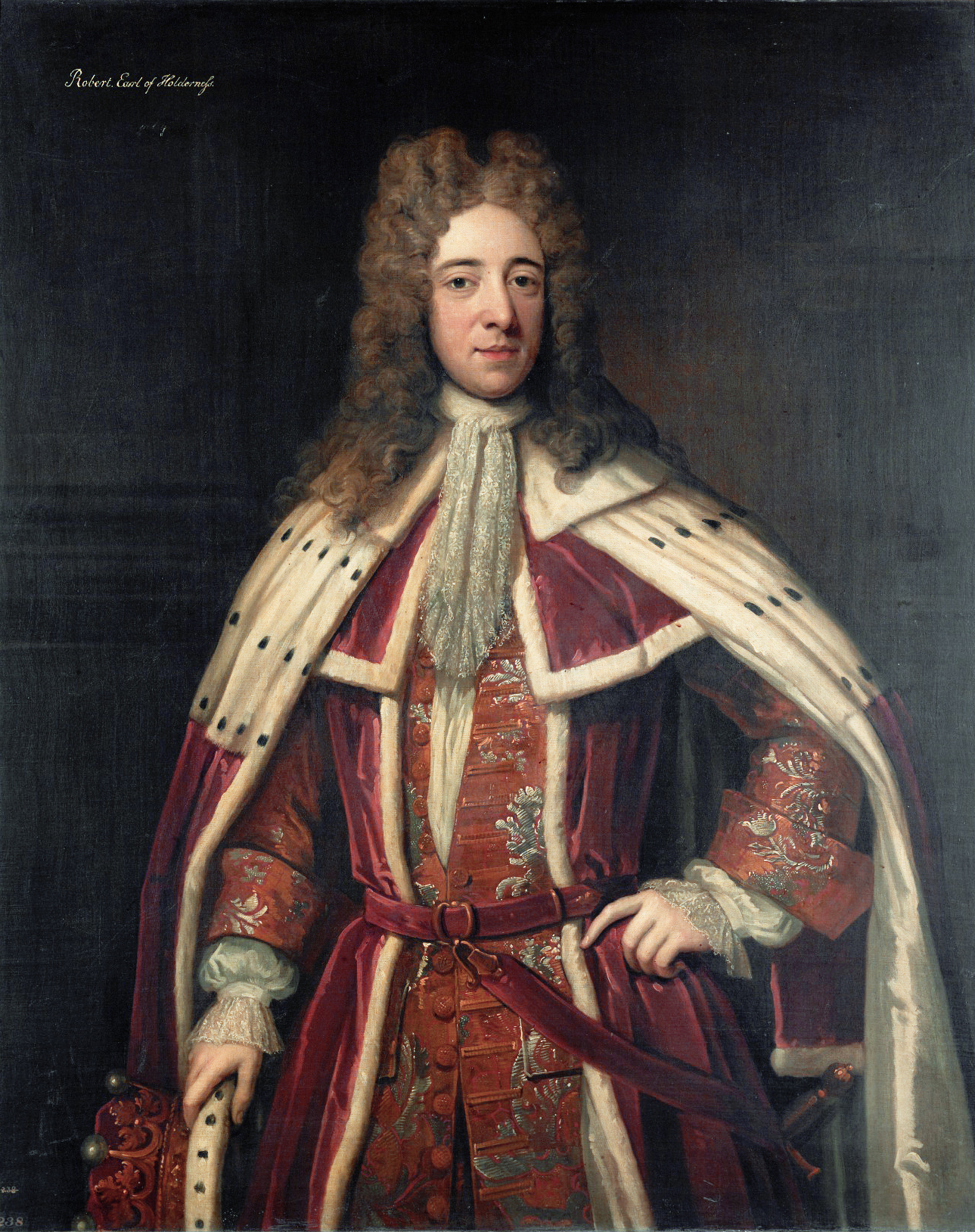
Роберт Дарси, 3-й граф Холдернесс[англ.]. Не ранее 1721[Илл. 4]
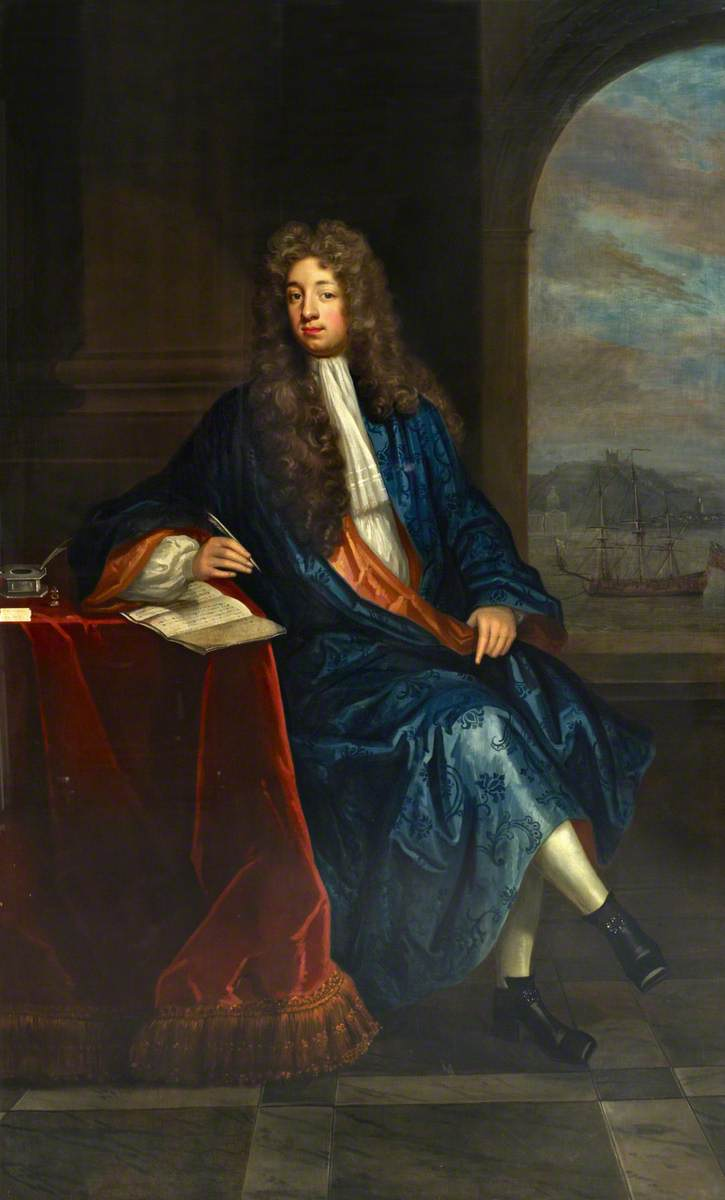
Роберт Осболдстон[Комм. 2]. Около 1718[Илл. 5]
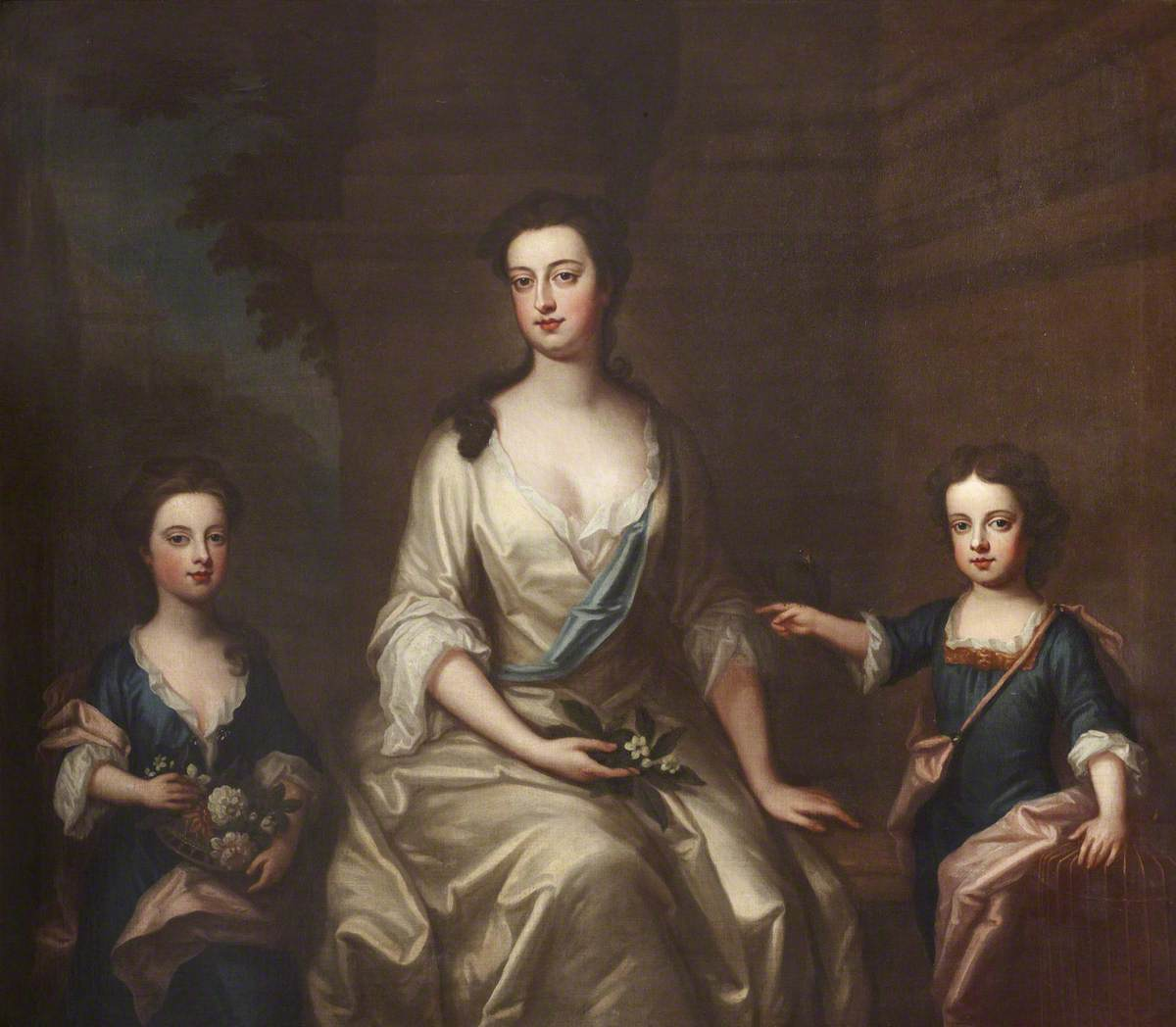
Элизабет Херви, графиня Бристоль[англ.], с детьми Генриеттой и Чарльзом. 1709[Илл. 6]
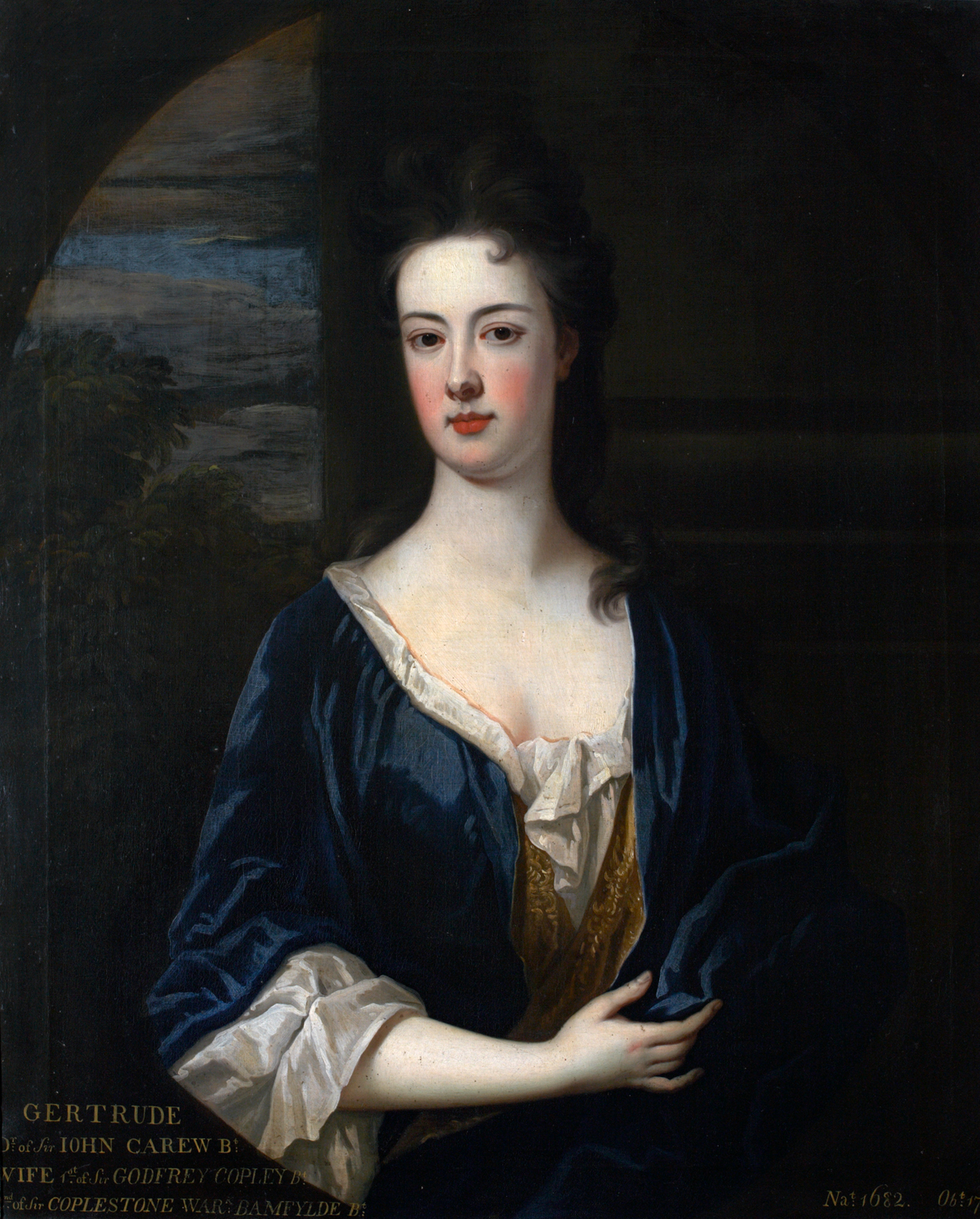
Гертруда Кэрью, баронетесса Бэмпфилд[Комм. 3]. Около 1700[Илл. 7]
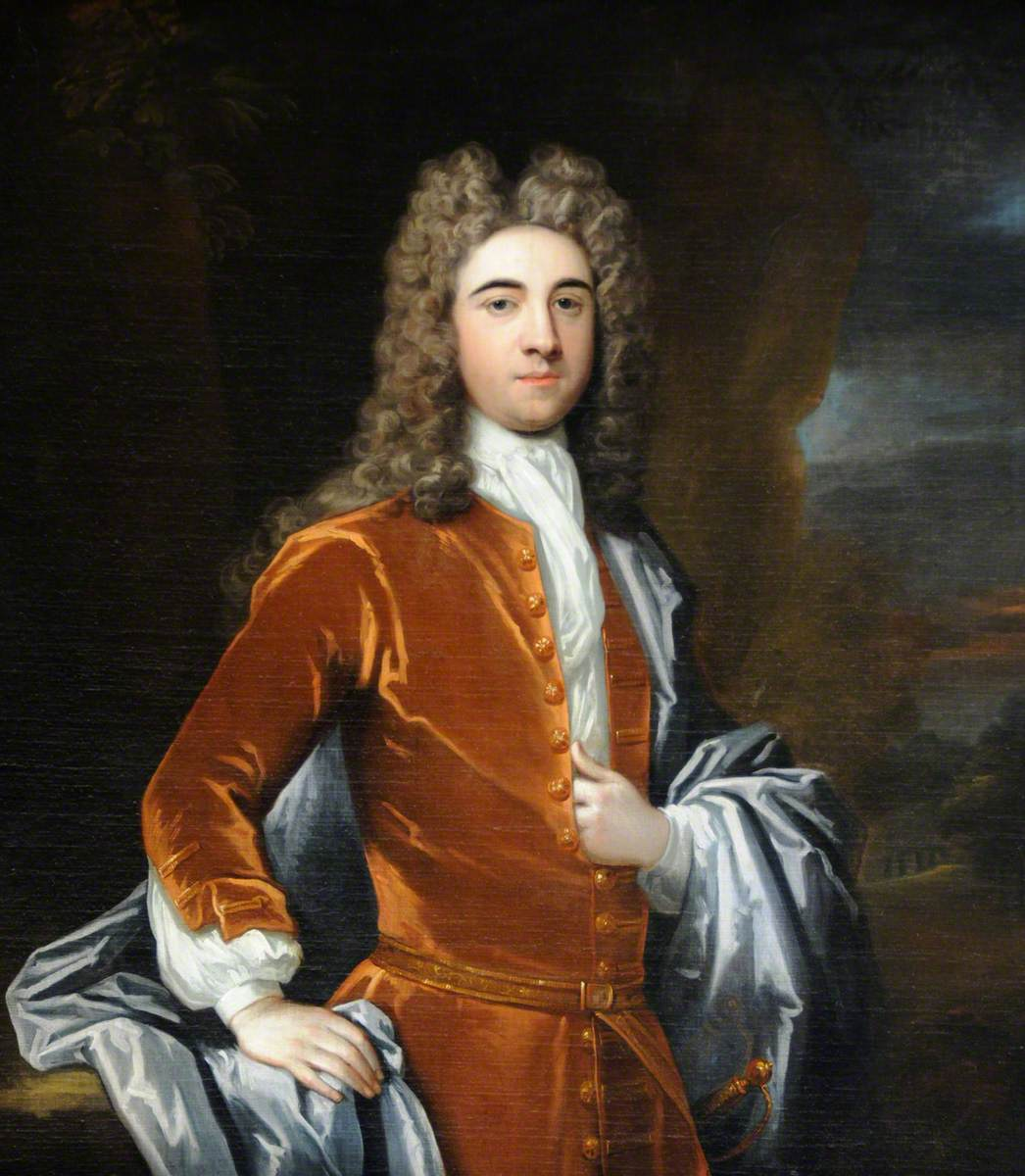
Сэр Джон Харпур, 4-й баронет[англ.]. 1710-е годы[Илл. 8]
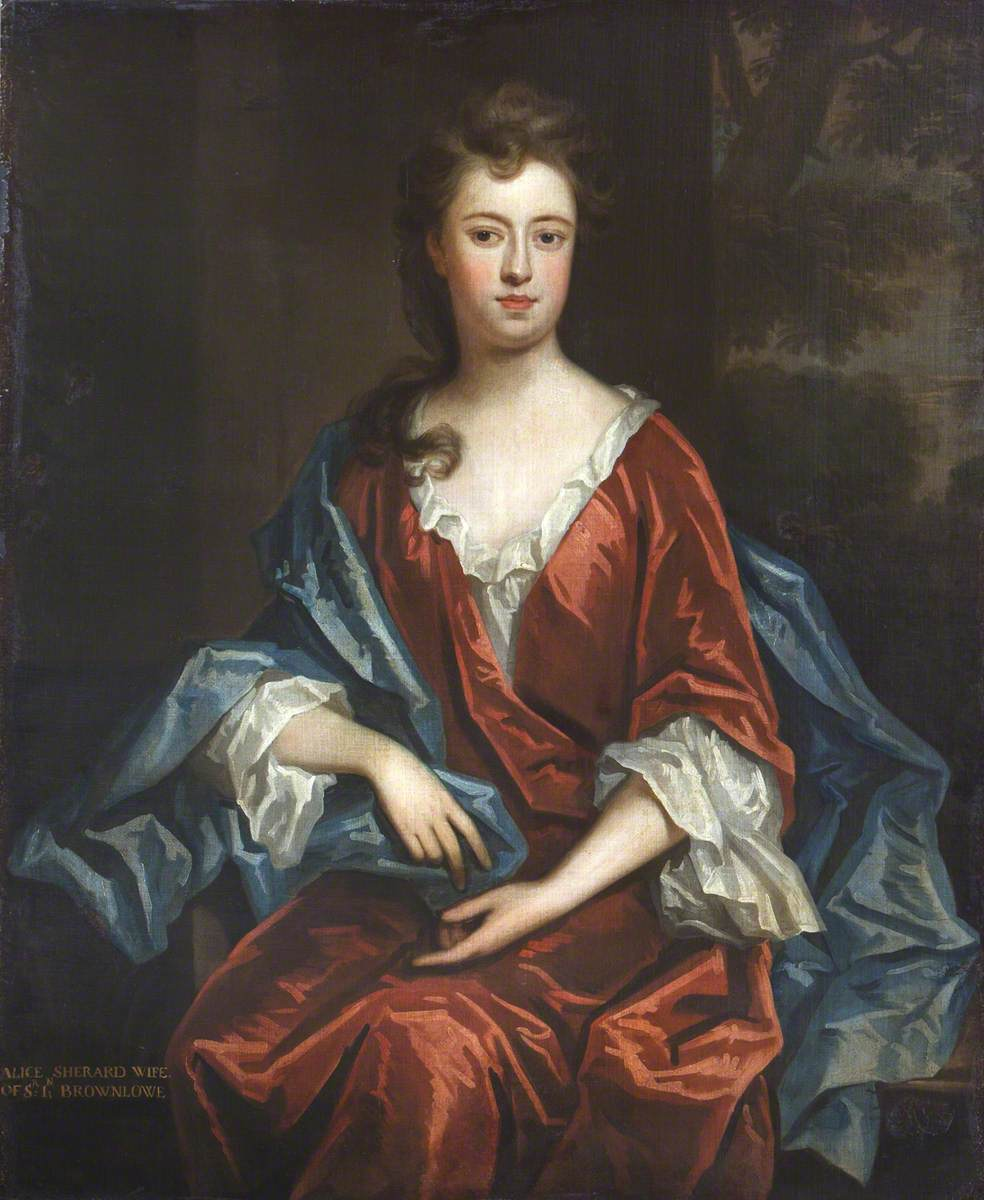
Алисия Браунлоу, леди Гилфорд[Комм. 4]. Около 1710[Илл. 9]
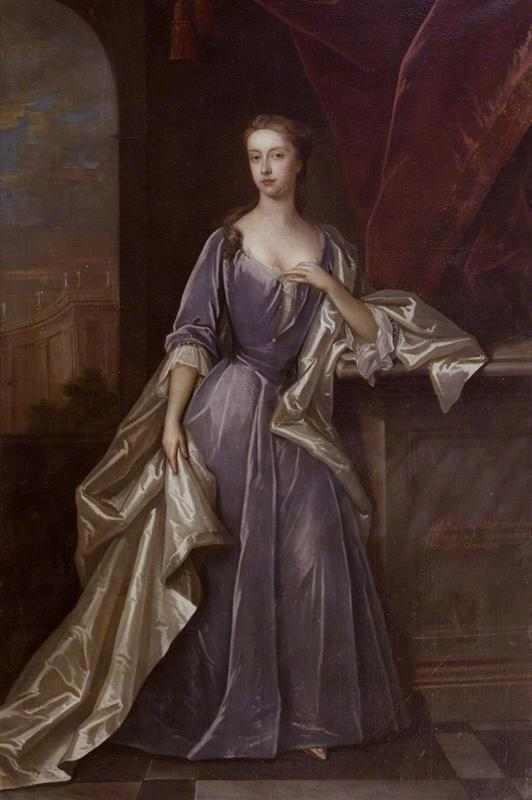
Амабель Грей, леди Гленорчи[Комм. 5]. 1710-е годы[Илл. 10]